# Mistrzostwa Europy w Piłce Nożnej 2000 (eliminacje)/Grupa 5
W Grupie 5 eliminacji do Euro 2000 o awans walczyło 5 zespołów:
- Anglia
- Bułgaria
- Szwecja
- Polska
- Luksemburg

Zespoły rozegrały mecze w systemie każdy z każdym u siebie i na wyjeździe. Zwycięzca grupy awansował na Euro 2000, a druga drużyna zagrała w barażach.

## Tabela
| Lp. | Drużyna    | M | Mecze | Mecze | Mecze | Bramki | Bramki | Bramki | Pkt |
| Lp. | Drużyna    | M | W     | R     | P     | +      | −      | +/−    | Pkt |
| --- | ---------- | - | ----- | ----- | ----- | ------ | ------ | ------ | --- |
| 1.  | Szwecja    | 8 | 7     | 1     | 0     | 10     | 1      | +9     | 22  |
| 2.  | Anglia     | 8 | 3     | 4     | 1     | 14     | 4      | +10    | 13  |
| 3.  | Polska     | 8 | 4     | 1     | 3     | 12     | 8      | +4     | 13  |
| 4.  | Bułgaria   | 8 | 2     | 2     | 4     | 6      | 8      | −2     | 8   |
| 5.  | Luksemburg | 8 | 0     | 0     | 8     | 2      | 23     | −21    | 0   |

|            | Szwecja | Anglia | Polska | Bułgaria | Luksemburg |
| ---------- | ------- | ------ | ------ | -------- | ---------- |
| Szwecja    | X       | 2:1    | 2:0    | 1:0      | 2:0        |
| Anglia     | 0:0     | X      | 3:1    | 0:0      | 6:0        |
| Polska     | 0:1     | 0:0    | X      | 2:0      | 3:0        |
| Bułgaria   | 0:1     | 1:1    | 0:3    | X        | 3:0        |
| Luksemburg | 0:1     | 0:3    | 2:3    | 0:2      | X          |

## Wyniki
Wszystkie godziny podane na czas środkowoeuropejski
| 5 września 1998 18:00 | Szwecja · Andersson 30' · Mjällby 32' | 2:1(2:1)Raport | Anglia · 2' Shearer | Råsundastadion, Solna Widzów: 35 394 Sędzia: Pierluigi Collina |
|                       |                                       |                |                     |                                                                |

| 6 września 1998 19:30 | Bułgaria | 0:3(0:2)Raport | Polska · 18', 42' Czereszewski · 48' Iwan | Stadion Łazur, Burgas Widzów: 1 500 Sędzia: Marc Batta |
|                       |          |                |                                           |                                                        |

| 10 października 1998 16:00 | Anglia | 0:0(0:0)Raport | Bułgaria | Stadion Wembley, Londyn Widzów: 72 974 Sędzia: László Vágner |
|                            |        |                |          |                                                              |

| 10 października 1998 20:00 | Polska · Brzęczek 18' · Juskowiak 33' · Trzeciak 64' | 3:0(2:0)Raport | Luksemburg | Stadion im. Marszałka Józefa Piłsudskiego, Warszawa Widzów: 8 500 Sędzia: Bujar Pergja |
|                            |                                                      |                |            |                                                                                        |

| 14 października 1999 20:30 | Luksemburg | 0:3(0:2)Raport | Anglia · 18' Owen · 38' (k.) Shearer · 88' Southgate | Stade Josy Barthel, Luksemburg Widzów: 8 085 Sędzia: Sotiris Worias |
|                            |            |                |                                                      |                                                                     |

| 14 października 1998 20:30 | Bułgaria | 0:1(0:0)Raport | Szwecja · 62' Larsson | Stadion Łazur, Burgas Widzów: 12 000 Sędzia: Bernd Heynemann |
|                            |          |                |                       |                                                              |

| 27 marca 1999 15:00 | Szwecja · Mjällby 38' · Larsson 87' | 2:0Raport | Luksemburg | Ullevi, Göteborg Widzów: 37 728 Sędzia: Wasyl Melnyczuk |
|                     |                                     |           |            |                                                         |

| 27 marca 1999 16:00 | Anglia · Scholes 11', 23', 71' | 3:1(2:1)Raport | Polska · 29' Brzęczek | Stadion Wembley, Londyn Widzów: 73 836 Sędzia: Vítor Melo Pereira |
|                     |                                |                |                       |                                                                   |

| 31 marca 1999 20:00 | Luksemburg | 0:2(0:2)Raport | Bułgaria · 18' Stoiczkow · 38' Jordanow | Stade Josy Barthel, Luskemburg Widzów: 3 004 Sędzia: Milan Mitrovič |
|                     |            |                |                                         |                                                                     |

| 31 marca 1999 20:30 | Polska | 0:1(0:1)Raport | Szwecja · 36' Ljungberg | Stadion Śląski, Chorzów Widzów: 28 860 Sędzia: Markus Merk |
|                     |        |                |                         |                                                            |

| 5 czerwca 1999 16:00 | Anglia | 0:0(0:0)Raport | Szwecja | Stadion Wembley, Londyn Widzów: 75 824 Sędzia: José Encinar |
|                      |        |                |         |                                                             |

| 4 czerwca 1999 20:00 | Polska · Hajto 16' · Iwan 62' | 2:0(1:0)Raport | Bułgaria | Stadion im. Marszałka Józefa Piłsudskiego, Warszawa Widzów: 6 200 Sędzia: Stefano Braschi |
|                      |                               |                |          |                                                                                           |

| 9 czerwca 1999 20:25 | Bułgaria · Markow 17' | 1:1(1:1)Raport | Anglia · 15' Shearer | Stadion Armii Bułgarskiej, Sofia Widzów: 19 500 Sędzia: Mario van der Ende |
|                      |                       |                |                      |                                                                            |

| 9 czerwca 1999 20:00 | Luksemburg · Birsens 76' · Vanek 83' | 2:3(0:2)Raport | Polska · 22' Siadaczka · 45+1' Wichniarek · 70' Iwan | Stade Josy Barthel, Luksemburg Widzów: 2 806 Sędzia: Walentin Iwanow |
|                      |                                      |                |                                                      |                                                                      |

| 4 września 1999 16:00 | Anglia · Shearer 12', 28', 34' · McManaman 30', 44' · Owen 90' | 6:0(5:0)Raport | Luksemburg | Stadion Wembley, Londyn Widzów: 68 772 Sędzia: Siarhej Szmolik |
|                       |                                                                |                |            |                                                                |

| 4 września 1999 18:00 | Szwecja · Alexandersson 65' | 1:0(0:0)Raport | Bułgaria | Råsundastadion, Solna Widzów: 35 640 Sędzia: Dani Koren |
|                       |                             |                |          |                                                         |

| 8 września 1999 20:00 | Luksemburg | 0:1(0:1)Raport | Szwecja · 39' Alexandersson | Stade Josy Barthel, Luksemburg Widzów: 4 228 Sędzia: Atilla Hanacsek |
|                       |            |                |                             |                                                                      |

| 8 września 1999 20:30 | Polska | 0:0(0:0)Raport | Anglia | Stadion im. Marszałka Józefa Piłsudskiego, Warszawa Widzów: 14 025 Sędzia: Günter Benkö |
|                       |        |                |        |                                                                                         |

| 9 października 1999 15:00 | Szwecja · Andersson 64' · Larsson 90' | 2:0(0:0)Raport | Polska | Råsundastadion, Solna Widzów: 35 037 Sędzia: Urs Meier |
|                           |                                       |                |        |                                                        |

| 10 października 1999 17:00 | Bułgaria · Borimirov 40' · Petkow 68' · Christow 78' | 3:0(1:0)Raport | Luksemburg | Stadion Armii Bułgarskiej, Sofia Widzów: 3 000 Sędzia: Ladislav Gadoši |
|                            |                                                      |                |            |                                                                        |